# بیله، پاکستان
بیله (به انگلیسی: Bela) یک منطقهٔ مسکونی در پاکستان است که در ایالت بلوچستان واقع شده‌است. بیله ۸۸ متر بالاتر از سطح دریا واقع شده‌است.